# Digital Extremes
Digital Extremes est un studio de développement de jeux vidéo canadien fondé en 1993 par James Schmalz, et basé à London en Ontario. Digital Extremes est principalement connu pour sa collaboration avec Epic Games sur les jeux de la série Unreal.

## Jeux développés
- Solar Winds - PC (1992)
- Epic Pinball – PC (1993)
- Silverball – PC (1993)
- Extreme Pinball – PC (1995)
- Unreal – PC (1998)
- Unreal Tournament – PC (1999), PS2, Dreamcast (2000)
- Unreal Championship – Xbox (2002)
- Adventure Pinball: Forgotten Island – PC (2001)
- Unreal Tournament 2003 – PC (2002)
- Unreal Tournament 2004 – PC (2004)
- Pariah – PC, Xbox (2005)
- Warpath – PC, Xbox (2006)
- Dark Sector – PlayStation 3, Xbox 360 (2008), PC (2009)
- BioShock – PlayStation 3 (2008) (portage PS3)
- BioShock 2 - PC, PlayStation 3, Xbox 360 (2010) (multijoueur)
- Homefront – PC (2011) (portage PC)
- The Darkness II – PC, Xbox 360, PlayStation 3 (2012)
- Star Trek – PC, Xbox 360, PlayStation 3 (2013)
- Warframe – PC, PlayStation 4, Xbox One (2013)
- Warframe Lunaro (ajout mode de jeu pour Warframe) - (2016)

## Jeux édités
- Sword Coast Legends – PC (2015)

## Anecdotes
Les cartes des jeux Unreal créés par les level designers de Digital Extremes possèdent toutes la mention « DE » (DM-DE-Osiris2 etc).
Le studio utilise le moteur de jeu Evolution Engine.